# Manuel de Sá
Manuel de Sá (Vila do Conde, 1530 – Arona, 30 dicembre 1596) è stato un biblista e gesuita portoghese. 
Si distinse principalmente come teologo e biblista, ma si dedicò anche alla predicazione e fondò alcune case professe della Compagnia di Gesù nel Nord Italia. Come studioso biblico, il suo nome legato principalmente alle edizioni della Vulgata e dei Settanta.
Sá faceva parte del folto gruppo di professori gesuiti iberici chiamati da Diego Laínez a insegnare al Collegio Romano, insieme a Juan de Mariana, Pedro de Parra, Diego de Ledesma, Francisco de Toledo, Pedro Juan Perpiñá, Francisco Esteban, Didachus Acosta e Benedetto Pereira.

## Biografia
Manuel de Sá compì brillantemente i suoi studi all'Università di Coimbra e all'età di quindici anni entrò nella Compagnia di Gesù. Cominciò a insegnare filosofia, in un primo momento a Coimbra e successivamente a Gandia, dove fu tutore di Francesco Borgia, allora duca di Gandia.
Dopo aver insegnato per un breve periodo ad Alcalá de Henares, fu chiamato in Italia da Ignazio di Loyola e nel 1557 divenne professore di Sacra Scrittura al Collegio Romano, da poco istituito. Per due anni commentò le profezie di Osea e la Summa di San Tommaso d'Aquino fino a quando, esausto per le fatiche, si ritirò nelle case della Compagnia di Gesù in Toscana. Recuperata la salute, tornò al Collegio Romano, dove occupò la cattedra di esegesi. La sua reputazione accademica spinse Papa Pio V a nominarlo membro della commissione che preparò l'edizione della Septuaginta. 
Sebbene sia noto soprattutto come teologo e biblista, de Sá si dedicò anche alla predicazione e fondò diverse case professe della Compagnia in Italia settentrionale. Dopo aver vissuto a Genova, si ritirò nella casa della Compagnia ad Arona, dove morì.

## Opere
Manuel de Sá è autore di tre opere notevoli, ripubblicate più volte nei maggiori centri culturali d'Europa nel XVII secolo: Scholia in Quatuor Evangelia (Anversa, 1596), Notationes in totam Scripturam Sacram (Anversa, 1598) e Aphorismi Confessariorum (Venezia, 1595).
Per quanto brevi, le annotazioni di Sá illustrano chiaramente il senso letterale della Sacra Scrittura e dimostrano una solida erudizione, nonostante alcune inesattezze che gli furono aspramente rimproverate soprattutto dai critici protestanti.
Sia nelle Notationes che negli Aphorismi, l'autore adotta un piano di esposizione molto semplice ed efficace. Le Notationes, lunghe poco più di 550 pagine, contengono, oltre alle annotazioni ad ogni libro della Bibbia, due indici alfabetici di frasi e sentenze della Scrittura, posti in calce all'opera.
Gli Aphorismi, superano di poco le 400 pagine in piccolo formato. Nell'opera i vari soggetti sono disposti alfabeticamente come nelle enciclopedie. Gli Aphorismi ottennero un enorme successo, tanto che furono pubblicati a Tokyo nel 1603 e riediti per ben quattro volte nella versione francese. Nonostante il successo, il libro venne vietato nel 1603, apparentemente perché il Teologo della Casa Pontificia ritenne che alcune opinioni del de Sá contraddicessero posizioni ampiamente accettate tra i teologi. Non fu rimosso dall'Index librorum prohibitorum fino al 1900.
Nella biblioteca pubblica municipale di Oporto sono conservate le copie originali delle Notationes in totam Scripturam Sacram  e degli Aphorismi Confessariorum.
- (LA) Manuel de Sá, Aphorismi confessariorum ex doctorum sententiis collecti, Antverpiae, ex officina Ioachimi Trognaesij, 1599. URL consultato l'8 giugno 2019.
- (LA) Manuel de Sá, Notationes in totam Scripturam Sacram, Antverpiae, ex Officina Plantiniana, apud Ioannem Moretum, 1598. URL consultato l'8 giugno 2019.
- (LA) Manuel de Sá, Scholia in quatuor Euangelia ex selectis doctorum sacrorum sententiis collecta, Lugduni, apud Horatium Cardon, 1602. URL consultato l'8 giugno 2019.